# Reichsflandern

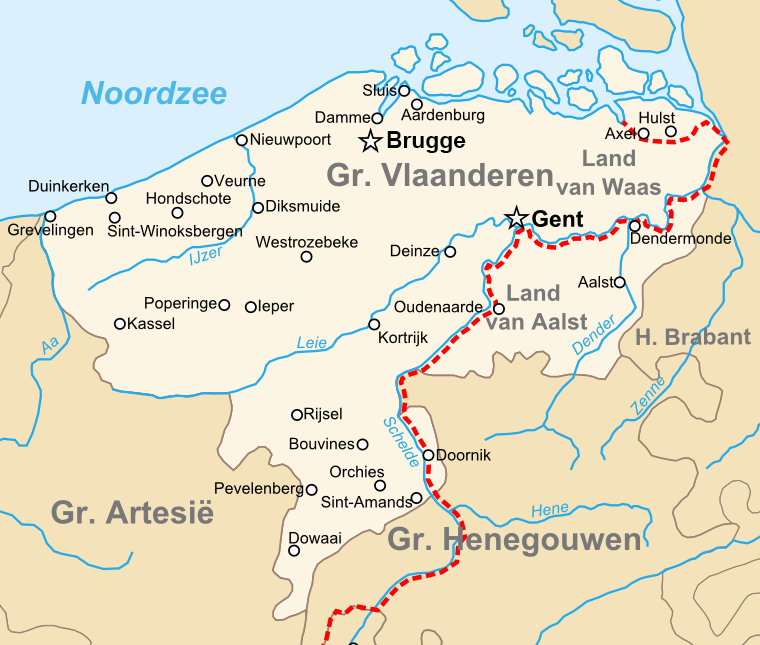
Grafschaft Flandern, in rot die Reichsgrenze

Reichsflandern ist der Name für den Teil der Grafschaft Flandern, der sich innerhalb der Grenzen des Heiligen Römischen Reichs, also östlich der Schelde, befand, und wo der römisch-deutsche König oder Kaiser der Lehnsherr war. Reichsflandern entstand im Lauf des 11. Jahrhunderts, als die Grafen von Flandern ihre Macht auf diesen Teil des Reiches ausdehnten.
Der übrige Teil Flanderns, das Gebiet westlich der Schelde, unterstand dem König von Frankreich und wurde Kronflandern genannt.